# Lourenço (menestrello)
Lourenço (fl. XIII secolo) è stato un xograr (giullare, menestrello) portoghese del secondo terzo del XIII secolo.
Per lungo tempo al servizio di Johan Garcia de Guilhade, frequenta la corte portoghese di Alfonso III e quella castigliana di Alfonso X. È autore di diciotto testi: due cantigas de amor, sette cantigas de amigo, una cantiga de escarnio, contro Pedro Amigo de Sevilha e otto tenzoni, due con Johan Garcia de Guilhade, una con Johan Perez de Avoin, una con Johan Vasquiz de Talaveira, una con Johan Soarez Coelho, una con Rodrigo Eanes Redondo, una possibilmente con Martin Moxa e l'ultima con Pero Garcia, identificabile possibilmente con Pero Garcia de Ambroa oppure con Pero Garcia Burgalês.